# Алтунян, Мартирос
Мартирос Алтунян (араб. مارديوس ألتونيان‎, арм. Մարտիրոս Ալթունյան, англ. Mardiros Altounian; 21 сентября 1889, Бурса, Османская империя — 20 декабря 1958, Бейрут, Ливан)  — один из самых выдающихся архитекторов Ливана. Спроектировал здание ливанского Парламента в Бейруте (1931), часовую башню Абед (1934) и санаторий Азуние в Шуфе. В Бейруте в 2018 году в его честь была названа улица.

## Биография

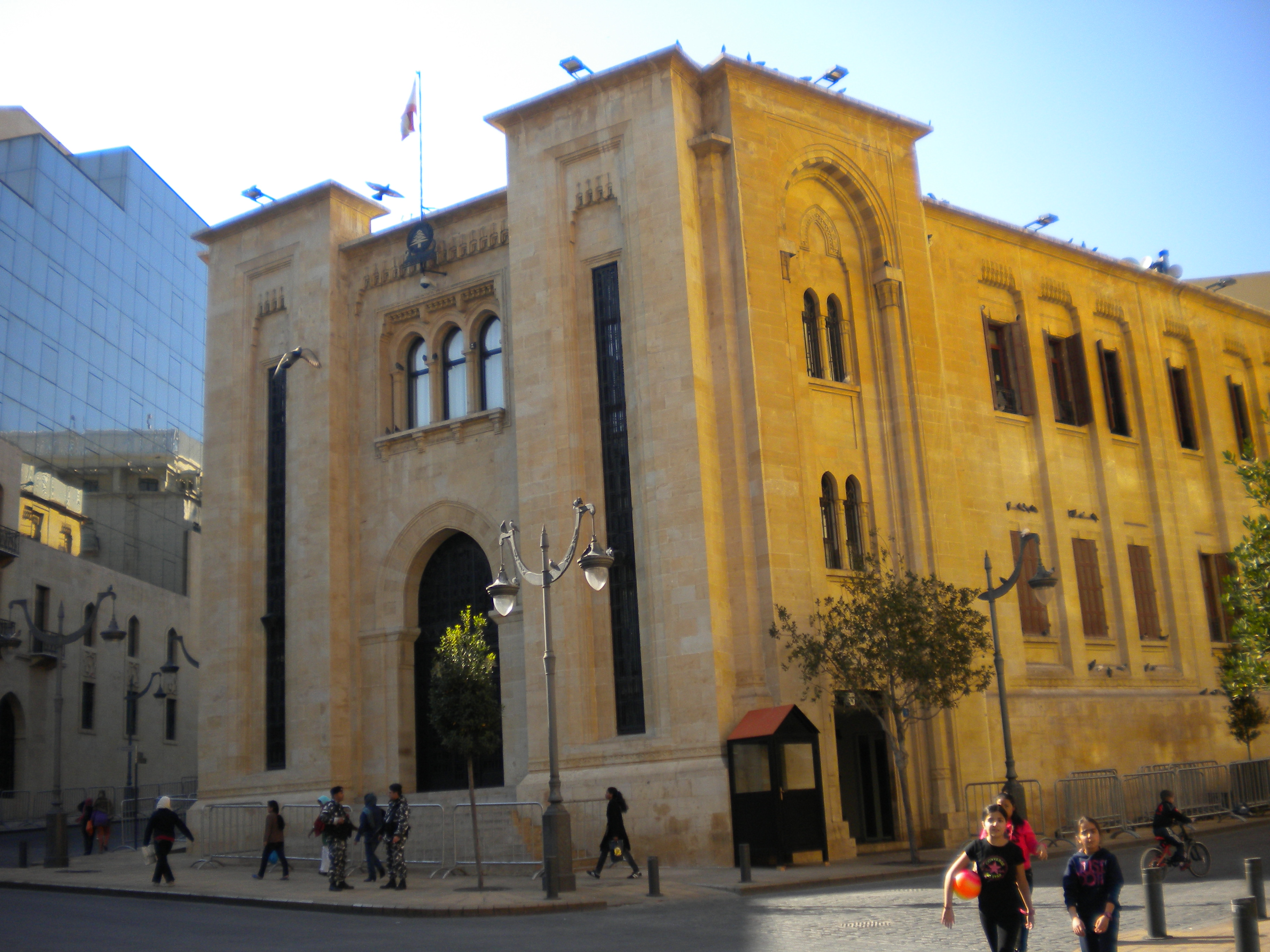
Здание Ливанского парламента, построенное Алтуняном

Родился 21 сентября 1889 года в городе Бурса в армянской семье.
Окончил Школу изящных искусств в Париже в 1918 году.
Алтуняну было поручено разработать проект Парламента Ливана в период с 1933 по 1934 годы. Он создал его в современном османском стиле и использовал элементы, вдохновленные архитектурой зданий региона Шуф, с точки зрения использования двойных окон и треугольных арок над аркой у входа. 